# 施利拉赫河
47°49′29.5″N 11°48′38″E / 47.824861°N 11.81056°E

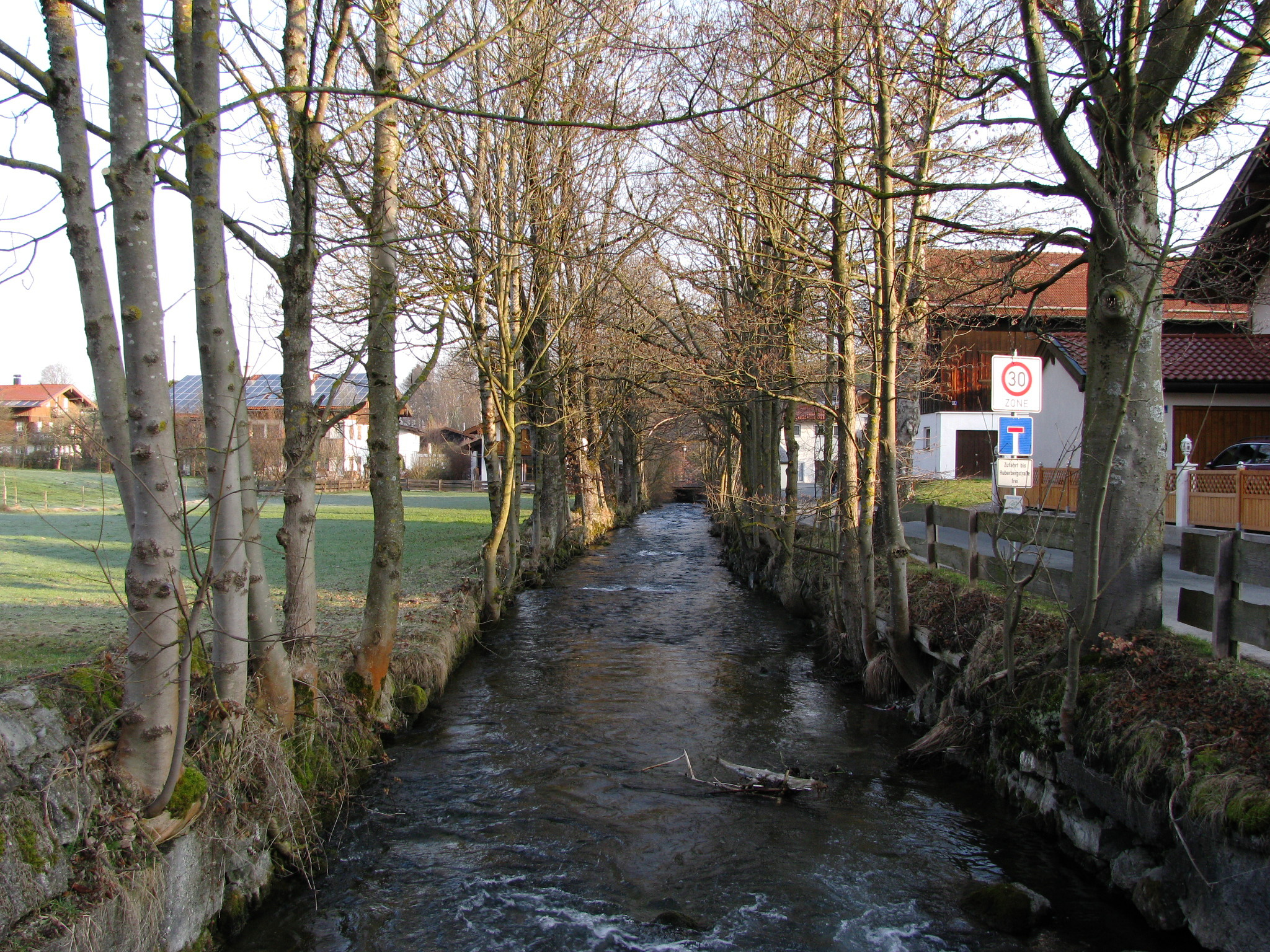
施利拉赫河

施利拉赫河（德語：Schlierach），是德國的河流，位於該國東南部，由巴伐利亞負責管轄，屬於芒法爾河的右支流，河道全長13.7公里，流域面積73平方公里，湖水來自施利爾湖。